# Szarada (film)
Szarada – amerykański film z  1963 w reżyserii Stanleya Donena z Carym Grantem, Audrey Hepburn i Walterem Matthau w rolach głównych. Łączy ze sobą trzy gatunki filmowe: dreszczowiec, romans i komedię.

## Obsada
- Cary Grant jako Brian Cruikshank[1]
- Audrey Hepburn jako Regina "Reggie" Lampert
- Walter Matthau jako Carson Dyle (Hamilton Bartholomew)
- James Coburn jako Tex Panthollow
- George Kennedy jako Herman Scobie
- Dominique Minot jako Sylvie Gaudel
- Ned Glass jako Leopold W. Gideon
- Jacques Marin jako Insp. Edouard Grandpierre
- Paul Bonifas jako Mr. Felix - Stamp Dealer
- Thomas Chelimsky jako Jean-Louis Gaudel

## Remaki
- 1968 Kokhono Megh(inne języki), w języku bengalskim, adaptacja
- 2002 Prawdziwe oblicze Charliego z Thandie Newton i Markiem Wahlbergiem, w reżyserii Jonathana Demme.
- 2003 Chura Liyaa Hai Tumne, film indyjski,  wyst. Esha Deol i Zayed Khan, adaptacja.

## Własność publiczna
Film jest własnością publiczną w Stanach Zjednoczonych, ponieważ nie został oznaczony w poprawny sposób prawami autorskimi w napisach końcowych.